# Sternocoelis punctulatus
Sternocoelis punctulatus är en skalbaggsart som först beskrevs av Lucas 1855.  Sternocoelis punctulatus ingår i släktet Sternocoelis och familjen stumpbaggar. Inga underarter finns listade i Catalogue of Life.